# Gösta Jensen
Gösta Jensen född Gösta Eugén Jensen 3 juli 1920 i Åls församling Dalarna död 1 april 1988 i Stockholm, svensk sångare.

## Filmografi roller
- 1949 – Gatan
- 1944 – Vår Herre luggar Johansson

## Diskografi
- Den sötaste flickan i Norden, med Carl Jularbos kvartett.
- Lördagsnatt, med Carl Jularbos kvartett.
- Svärmors boogie, med Columbia orkestern.
- Hej hopp, min flicka, med Columbia orkestern
- Gamle Spatten, med Columbia orkestern
- Sjömannen och stjärnan (Sømanden og stjernen)¨, med Emil Iwrings ensemble